# Angelo Amorevoli

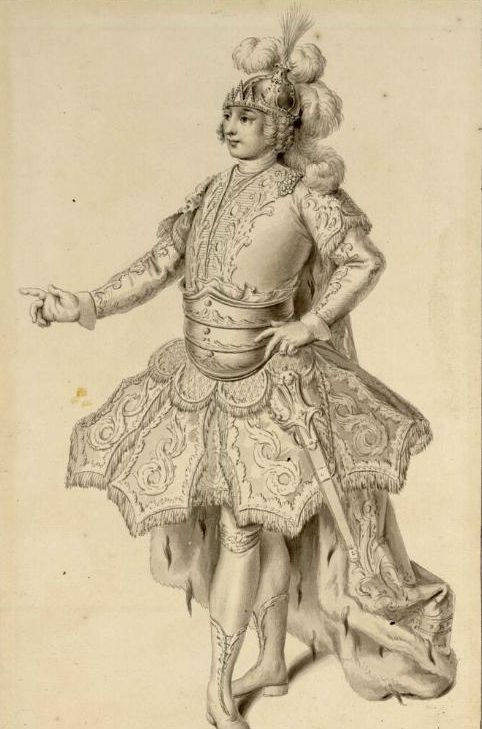
Angelo Amorevoli als Antigono in Antigono von Johann Adolph Hasse (1744)

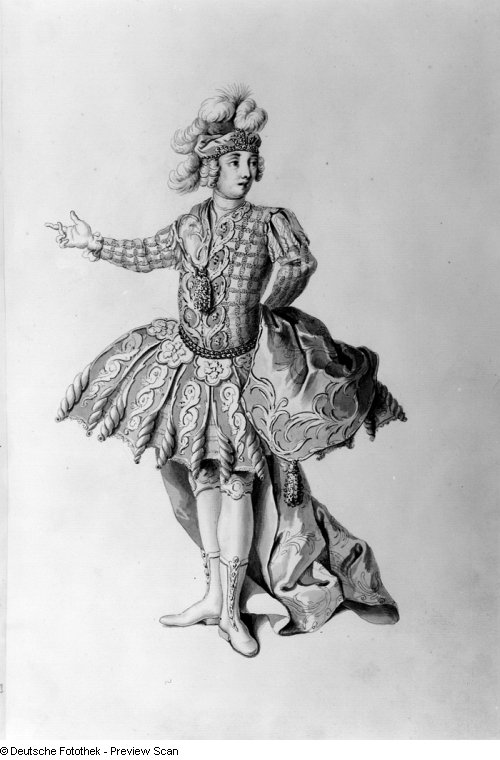
Angelo Amorevoli als Manlio in Attilio Regolo von Johann Adolph Hasse (1750)

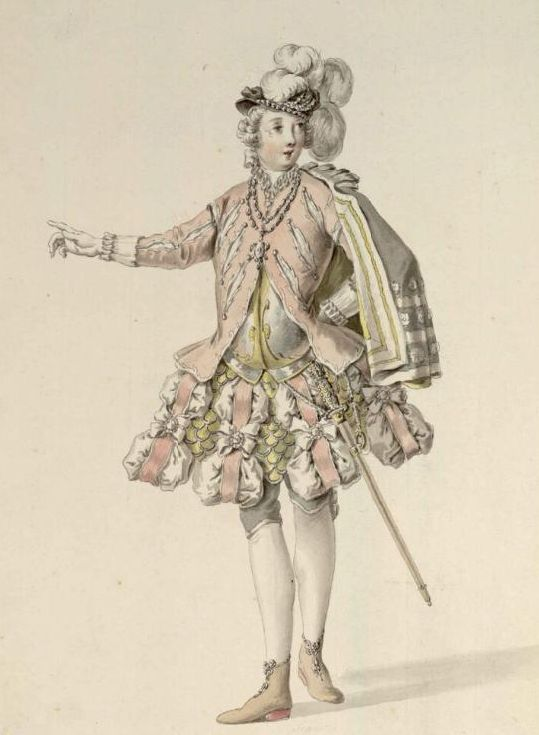
Angelo Amorevoli als Segeste in der Wiederaufnahme des Arminio von Johann Adolph Hasse zum Karneval (Januar) 1753

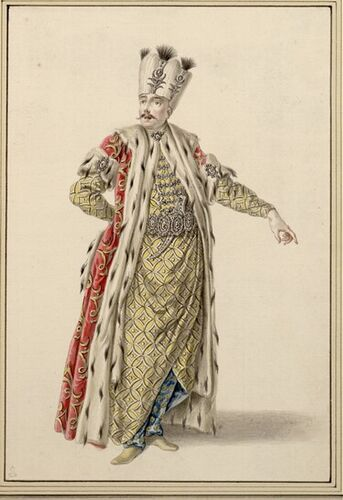
Angelo Amorevoli in der Titelrolle des Solimano in der gleichnamigen Oper von Hasse (Dresden 1753)

Angelo Maria Amorevoli (* 16. September 1716 in Venedig; † 15. November 1798 in Dresden) war ein italienischer Opernsänger (Tenor). Er galt als einer der herausragenden Sänger seiner Zeit. Ab 1742 wirkte er – von Gastspielen andernorts abgesehen – in Dresden, wo er auch starb.

## Biografie

### Erste Engagements
Amorevoli hatte sich schon sehr früh einen Namen als Sänger erworben. Schon mit 13 stand er in Treviso und Rom, ein Jahr später, 1730, in Venedig und Rom auf der Bühne. In Venedig machte er während seines Auftritts in der Oper Dalisa Bekanntschaft mit dem zu dieser Zeit schon zum Kapellmeister am Sächsischen Königshof berufenen Johann Adolph Hasse. Zwischen 1731 und 1736 wirkte er in verschiedenen Produktionen wechselnd in Turin (Riccardo Broschi: Ezio), Mailand (Geminiano Giacomelli: Cesare in Egitto) und Venedig (Nicola Porpora: Annibale; Hasse: Alessandro nell’Indie).

### Debüt mit Faustina Bordoni und Carestini
Am 24. September 1735 trat er mit einem „ensemble vraiment superbe“ in Pesaro auf. Zusammen mit Faustina Bordoni und Giovanni Carestini, mit denen er später noch zusammen in London und Dresden auftreten sollte, sowie mit einem weiteren später Dresden zu hörenden Kastraten, Giuseppe Appiani, war er in der Titelrolle der Erstaufführung von Hasses Tito Vespasiano zu hören.

### Neapel (1736–1739) – Turin
Von 1736 bis 1739 war er in Neapel tätig und wirkte hier in vier Opern von Leonardo Leo, zwei Opern von Domenico Sarri, aber auch Leonardo Vinci, Giovanni Alberto Ristori und Nicola Porpora.
Zu Weihnachten des Jahres 1740 wirkte er als Mitrane in der Oper Arsace von Francesco Feo, mit der das neue Königliche Theater in Turin feierlich eröffnet wurde.

### London (1741–1743)
Sein nächstes längeres Engagement führte Amorevoli nach London, wo er erstmals am 10. November 1741 als Tenor in der Oper Alessandro in Persia im King’s Theatre zu hören war. Ende der 1730er Jahre jedoch war in London die große Zeit der italienischen Oper schon vorbei: Nachdem im Jahre 1737 nach erbittertem Kampf, bei dem sich beide Unternehmen mit Stars übertrumpfen und gegenseitig die Zuschauer weglocken wollten, indem beide an denselben Tagen Opernaufführungen anboten, die mit Georg Friedrich Händel rivalisierende Adelsoper endgültig pleitegegangen war, hatte Händel zwar noch einmal für zwei Spielzeiten das King’s Theatre gemietet, dabei aber schon vermehrt Oratorien zur Aufführung gebracht. Ab der Spielzeit 1739/1740 war Händel an das kleinere Lincoln’s Inn Field Theatre ausgewichen und brachte dort nach den nur geringen Erfolg habenden letzten Opern Deidamia und Imeneo nach 1741 keine neuen Opern mehr heraus, sondern verlegte sich auf englischsprachige, nicht bühneninszenierte Oratorien.
Amorevoli war offensichtlich zusammen mit dem italienischen Altkastraten Angelo Maria Monticelli an das Londoner King’s Theatre berufen worden, wo inzwischen eine andere Opernfirma versuchte, zumindest noch vereinzelt italienische Opern zu bringen. Vergleicht man die Gage von 850 Guineas, die Amorevoli für die gesamte Spielzeit 1741/1742 fordern konnte, mit der, die der Kastrat Monticelli als Primo uomo bekam (1000 Guineas), lässt sich ableiten, dass Amorevoli zu dieser Zeit offensichtlich schon ein gefragter Tenor war. 
Für die erste Saison 1741/42 werden weitere fünf Produktionen angeführt, in denen Amorevoli mitgewirkt haben soll. Auch in der darauf folgenden Saison 1742/43 soll Amorevoli in fünf Produktionen aufgetreten sein, in zweien davon (Gianguir und Temistocle) in der Titelrolle. Sein letzter Auftritt in London wird für den 17. Mai 1743 angegeben.

### Mailand (1744–1745)
Ein Intermezzo führte Amorevoli zurück nach Italien, wo er in Mailand in zwei Opern im Regio Ducal Teatro mitwirkte (Galuppi: Ricimero und Gluck: Ippolito).

### Dresden (1745–1798)
Wohl 1745 wurde Amorevoli mit einem Einstiegsgehalt von 2400 Talern am Sächsischen Hoftheater in Dresden angestellt. Ein Jahr später bereits erhielt Amorevoli eine Gehaltserhöhung um weitere 400 Taler zusammen mit „dem Versprechen, daß dieselben nach seinem Tode seiner Wittwe als Pension bleiben sollten“.
In Dresden blieb Amorevoli für den Rest seines Lebens die meiste Zeit, auch wenn ihn immer wieder einzelne Gastspiele in andere Städte führten. Die erste Aufführung, in der Amorevoli mitwirkte, ist offenbar die Premiere von Johann Adolph Hasses Oper Arminio, die am 7. Oktober 1745 zu den jährlichen Feierlichkeiten zum Namenstag des sächsischen Kurfürsten Friedrich August III. in Dresden stattfand. Mit Arminio gab Amorevoli ein überzeugendes Debüt, denn als Segeste sang er in dieser Produktion die Arie „Solcar pensa un mar sicuro“, die als eine der anspruchsvollsten und virtuosesten arie di tempesta (Gleichnisarien, in denen Unwetter oder heftige Naturereignisse thematisiert werden), die jemals für männliche Stimmen geschrieben wurden, charakterisiert wurde.
Zu den weiteren Hasse-Opern, in denen Amorevoli mitwirkte, zählen:
- Leucippo (Hubertusburg 7. Oktober 1747) – Narete
- Attilio Regolo (Dresden, 17. Januar 1750) – Manlio
- Ipermestra (Hubertusburg, 7. Oktober 1751 – Danao, rè d’Argo[13]
- Arminio (Wiederaufnahme Dresden, Januar 1753) – Segeste
- Solimano (Dresden, 5. Februar 1753) – Solimano
- L’eroe cinese (Hubertusburg, 7. Oktober 1753) – Leango
- Artemisia (Dresden, 6. Februar 1754) – Sebaste
- L’olimpiade (Dresden, 16. Februar 1756) – Clistene

Trotz seines Festengagements am Dresdner Hof finden sich 1748 und 1749 längere Gastaufenthalte am Wiener Kaiserhof sowie in Mailand. Während des Siebenjährigen Krieges Ende der 1750er Jahre hielt sich Amorevoli, wie viele andere Mitglieder der Sächsischen Staatskapelle und Hofoper, nicht in Dresden auf. Viel mehr finden sich in dieser Zeit Auftritte in Parma (1759) und Mailand (1760). Wobei generell die Häufigkeit der Auftritte zu dieser Zeit deutlich geringer ist als zuvor.
Von 1762 bis 1763 weilte er zusammen mit anderen Mitgliedern der Hofkapelle, wie der Kurfürst Friedrich August III. in seinem Exil auch, in Warschau. Nach dem Tod des Kurfürsten und der Übernahme der Macht durch Friedrich Christian blieb Amorevoli trotz der einschneidenden Veränderungen und Kürzungen an der Dresdner Hofoper – im Gegensatz z. B. zu dem Hofkapellmeister Johann Adolph Hasse und seiner Frau Faustina Bordoni, die ohne Pension entlassen wurden – weiter am Dresdner Hof beschäftigt, jedoch nur noch als Kammersänger und in kirchlichen Werken. Seinen Posten als Kammersänger behielt er bis mindestens 1771.
Amorevoli starb am 15. November 1798 in Dresden.

## Repertoire
- Lanciani: Amore e gratitudine
- Vivaldi: Ottone in villa (WA Treviso, Oktober 1729) – Cajo Silio[18]
- Porpora: Mitridate (Rom, Teatro Capranica, 7. Januar 1730) – Mitridate (Titelrolle)
- Porpora: Siface (Rom, Teatro Capranica, 7. Februar 1730) – Orcano
- Hasse: Dalisa (Venedig, Teatro San Samuele, 17. Mai 1730) – Ottone[19]
- Broschi: Ezio (Turin, Karneval, 1731)[20]
- Porpora: Annibale (Venedig, 14. November 1731) – Annibale (Titelrolle)[21]
- Giovanni Porta: Gianguir (Mailand, Regio Ducal Teatro Karneval, 1732) – Gianguir (Titelrolle)[22]
- Giovanni Porta: La Semiramide (Mailand, Regio Ducal Teatro Karneval, 1733) – Zoroastro[23]
- Orlandini: L’innocenza giustificata (Florenz, Teatro alla Pergola, 4. September 1734) – Rolle unklar[24]
- Giacomelli: Cesare in Egitto (Mailand, Karneval, 1735) – Lentulo[25]
- Giacomelli: Cesare in Egitto (WA Venedig, Herbst 1735) – Toloemeo[26]
- Hasse: Tito Vespasiano (UA von La clemenza di Tito; Pesaro 24. September 1735) – Tito Vespasiano (Titelrolle)[27]
- Hasse: Alessandro nell’Indie (WA der Cleofide aus Dresden; Venedig, Teatro San Bartolomeo, 4. November 1736) – Alessandro[28]
- Sarro: Achille in Sciro (Neapel, Teatro San Carlo, 4. November 1737) – Ulisse[29]
- Leo: L’olimpiade (Neapel, Teatro San Carlo, 19. Dezember 1737) – Clistene
- Leo: Le nozze di Amore e Psiche (Neapel, Teatro San Carlo, 23. Juni 1738) – Lycas / Giove
- Leo, Broschi u. a.: Demetrio (2. Fassung, Pasticcio, Neapel, Teatro San Carlo, 30. Juni 1738) – Fenicio[30]
- Sarro: La Partenope (Neapel 1739) – Armindo[31]
- Ristori: Adriano in Siria (Neapel, Teatro San Carlo, 19. Dezember 1739) – Osroa
- Porpora: Il trionfo di Camilla (Neapel, Teatro San Carlo, 20. Januar 1740) – Latino
- Lampugnani: Adriano in Siria (Vicenza, Teatro delle Grazie, Mai 1740) – Osroa
- Feo: Arsace (Turin, Nuovo Teatro Regio, 26. Dezember 1740; zur Eröffnung) – Mitrane
- Arena: Artaserse (Turin Nuovo Teatro Regio, 21. Januar 1741) – Artabano
- Pulli: Vologeso re de’ Parti (Reggio Emilia, Frühjahr 1741) – Lucio Vero
- Pietro Domenico Paradisi: Alessandro in Persia[32]
- Pescetti: Polidoro – Polimnestor[33]
- Giuseppe Scarlatti: Arminio in Germania (Florenz, Teatro alla Pergola, 24. Juni 1741) –
- Galuppi: Penelope (London, 12. Dezember 1741) – Rolle unklar[34]
- Meraspe o l’olimpiade – Rolle unklar (London, 1741/1742)[35]
- Cefalo e Procri – Rolle unklar (London, 1741/1742)[35]
- Hasse u. a. (Pasticcio): Gianguir (London, King’s Theatre 2. November 1742) – Gianguir (Titelrolle)[36]
- Mandane (London, King’s Theatre, 1742) – Dorimaspes[37]
- Galuppi: Scipione in Cartagine (London, King’s Theatre 2. März 1742) – Asdrubale[38]
- Enrico (London, King’s Theatre 1. Januar 1743) – Rolle unklar[39]
- Porpora: Temistocle (London, King’s Theatre, 1743) – Temistocles (Titelrolle)[40]
- Galuppi: Sirbace (London, King’s Theatre, 1743) – Rosbales[41]
- Hasse: Antigono (Hubertusburg, 7. Oktober 1743; Dresden 20. Januar 1744)[42]
- Galuppi: Ricimero (Mailand, Regio Ducal Teatro, 26. Dezember 1744) – Rodoaldo
- Gluck: Ippolito (Mailand, Regio Ducal Teatro, 31. Januar 1745) – Teseo
- Hasse: Arminio (Dresden, 7. Oktober 1745, auch Wiederaufnahme 1753) – Segeste
- Ristori: Amore Insuperabile – Marte[43]
- Hasse: Leucippo (Hubertusburg, 7. Oktober 1747) – Narete
- Gluck: Semiramide riconosciuta (Wien, 14. Mai 1748) – Mirteo[44]
- Wagenseil: Alessandro nell’Indie (Libretto: Fanti; 11. August 1748 – Wien) – Alessandro[45]
- Pulli: Il Demetrio (Mailand, Regio Ducal Teatro Karneval 1749) – Fenicio
- Galuppi: Semiramide riconosciuta (Mailand, Regio Ducal Teatro di Milano, 25. Januar 1749) – Ircano
- Hasse: Attilio Regolo (Dresden, 17. Januar 1750) – Manlio
- Jommelli/Bernasconi/Wagenseil/Holzbauer: Euridice (Wien, Hof-Burgtheater, 26. Juli 1750) – Dafni
- Hasse: Arminio (Wiederaufnahme Dresden, Januar 1745) – Segeste
- Hasse: Solimano (Dresden, 5. Februar 1753) – Solimano
- Hasse: L’eroe cinese (Hubertusburg, 7. Oktober 1753) – Leango
- Hasse: Artemisia (Dresden, 6. Februar 1754) – Sebaste
- Hasse: L’olimpiade (Dresden, 16. Februar 1756) – Clistene
- Traetta: Ippolito ed Aricia (Parma, Nuovo Teatro Regio Ducale – 9. Mai 1759) – Teseo
- Lampugnani: La Giulia (Mailand, Regio Ducal Teatro, 26. Dezember 1760) – Marziano
- Sciroli: La Merope (Mailand, Regio Ducal Teatro, Januar 1761) – Polifonte

## Zeitgenossen über Amorevoli, seine Stimme und sein schauspielerisches Talent
Schon 1730 gehörte Amorevoli zu den bestbezahlten Sängern seiner Zeit.
1741 hörte Kurfürst Karl Albert von Bayern Amorevoli in Pullis Vologeso und lobte ihn für seine natürliche und zugleich äußerst gewandte Stimme. Seine Koloraturen und Verzierungen seien einzigartig. Charles Burney schreibt in seiner General History Of Music aus Anlass Amorevolis Auftritt in Alessandro in Persia von Paradisi (Rom 1730): „Amorevoli was an admirable tenor. I have heard better voices of his pitch, but never on stage, more taste and expression.“ („A. ist ein vertrefflicher Tenor. Auch wenn ich schon bessere Stimmen in seiner Tonlage gehört habe, so doch nie auf der Bühne und definitiv keine mit mehr Geschmack und Ausdruck.“).
Fürstenau zitiert einen nicht näher ausgewiesenen Zeitgenossen, der Amorevoli 1750 als Mann „von einem bürgermeisterlichen Ansehen, mittler Größe, schwarzbräunlichen Gesichts“ schildert, sagt weiter: „seine treffliche Tenorstimme, feine gute Action, feine Mienen, sein gesetzter Gang, alles dieses macht ihn zu einen so guten Acteur, als er wirklich ein guter Sänger ist.“ Auch spricht er davon, dass Amorevoli „sich lange in Dresden hielt“ und allgemein „sehr beliebt“ war.
Die Sächsische Biografie schreibt: „A. war in seinem Stimmfach neben dem Tenor Ottavio Albuzzi ein herausragender Solist seiner Zeit: Die extreme Kehlkopfbeweglichkeit, seine gute Artikulation und sein Stimmumfang, der von d bis zum h’’ reichte und in der Tenorlage einen besonders schönen Klang zwischen c’ und b’ aufwies, ermöglichten es ihm, die schwierigsten Koloraturpassagen zu meistern.“